# 州務卿
州务卿（英語：Secretary of state）是美国47个州以及波多黎各和其他美国海外領土政府的州一级官员。在马萨诸塞州、宾夕法尼亚州和弗吉尼亚州，这位官员称为邦務卿（secretary of the commonwealth）。州務卿主要负责各州的选举工作。